# Ikarie XB-1
Ikarie XB-1 (en EE. UU., Voyage to the End of the Universe; en España, Viaje al fin del universo) es una película checoslovaca del género ciencia ficción dirigida por Jindřich Polák y estrenada en 1963.

## Argumento
Es el año 2163. La nave Ikarie XB-1 es enviada a un misterioso "planeta blanco" que orbita alrededor de la estrella Alfa Centauri. Viajando a una velocidad cercana a la de la luz, el viaje dura alrededor de 28 meses para los astronautas, aunque debido a los efectos de la relatividad, habrán transcurrido en la Tierra 15 años en el momento en que lleguen a su destino. Durante el viaje la tripulación deberá adaptarse a la vida en el espacio, así como hacer frente a diversos riesgos, como una nave espacial abandonada del siglo XX que porta armas nucleares, una "estrella oscura" que emite una radiación mortal, y el desequilibrio mental de uno de los tripulantes, que amenaza con destruir la nave espacial.

## Producción
Ikarie XB-1 tuvo un gran éxito en el Festival de Cine de Ciencia Ficción de Trieste de 1963, y hoy en día es ampliamente considerada como una de las mejores películas de ciencia ficción del Bloque del Este de la época, debido a su impresionante diseño de producción, sus efectos especiales vanguardistas, un fuerte elenco y un guion inteligente (aunque gran parte de la sutileza del original se pierde en la versión en idioma inglés).
Si bien se nota en este film una fuerte influencia de algunas películas estadounidenses, como Forbidden Planet, la película también fue a su vez influyente en otras películas de ciencia ficción. Varios críticos han señalado una serie de similitudes entre Ikarie XB-1 y 2001: Una Odisea del Espacio (1968) de Stanley Kubrick, y se cree que ha sido una de las muchas películas en las que Kubrick se inspiró para la realización de 2001.
Al igual que otras películas de ciencia ficción del Bloque del Este de la época, como la soviética Planeta Bur (conocida en EE. UU. como Planet of Storms), Ikarie XB-1 es más conocido a nivel internacional por una versión editada y lanzada en los EE. UU. en 1964 por American International Pictures. Esta versión de la AIP editada ha sido emitida en televisión en EE. UU. y otros países en varias ocasiones, pero la versión original checoslovaca rara vez fue vista en Occidente hasta su lanzamiento en DVD en 2005.

## Cambios en la versión en inglés
La AIP hizo numerosos cambios en la versión en inglés de este film, cuyo título fue cambiado a Voyage to the End of the Universe. Fueron cortados diez minutos del metraje original, los nombres en los créditos fueron "anglofonizados", y el destino de la nave fue rebautizado como "el planeta verde" ("The Green Planet").
Sin embargo, el cambio más grande que hizo la AIP fue en la escena final, creando un final completamente diferente al original. En la versión checoslovaca, cuando la Ikarie se acerca a su destino, en la pantalla se ve a las nubes del Planeta Blanco desvanecerse para revelar una superficie densamente poblada e industrializada. Para la versión en inglés la AIP cortó los últimos segundos del metraje y los reemplazó con tomas aéreas de la zona sur de Manhattan y la Estatua de la Libertad. Según el crítico Glenn Erickson, estas ediciones de la AIP y los cambios de guion pretendían causar "sorpresa" al revelar que la Ikarie y su tripulación han venido de un mundo extraño y que el "Green Planet" es, de hecho, la Tierra.
Contrariamente a algunas afirmaciones de que la película se rodó en color y que fue formateada a blanco y negro por la AIP para la versión en inglés, la película original fue rodada en blanco y negro.

## Relanzamiento
En 2005 Filmexport Home Video lanzó un DVD de la versión checoslovaca original de la película con subtítulos en inglés y presentada en su formato original (relación de aspecto de pantalla ancha anamórfica Panavision 2.35:1).